# Хуфнагель, Лукас
Лукас Хуфнагель (груз. ლუკას ჰუფნაგელი, нем. Lucas Hufnagel; род. 29 января 1994, Мюнхен) — грузинский и немецкий футболист, полузащитник.

## Биография
Родился 29 января 1994 в Мюнхене. Его отец был немцем, а мать грузинкой. Является воспитанником мюнхенской «Баварии». В 2012 году подписал контракт с клубом «Унтерхахинг», за основной состав которого дебютировал 6 апреля 2013 года в матче Третьей лиги против «Карлсруэ». Летом 2015 года перешёл в клуб Второй Бундеслиги «Фрайбург». В сезоне 2015/16 отыграл за команду 19 матчей и забил 1 гол и вышел с командой в Высшую лигу. Зимой 2017 года был отдан в аренду в «Нюрнберг».

### Карьера в сборной
Выступал за юношеские сборные Грузии до 17 и 19 лет. В 2015 году впервые был вызван на матчи основной команды. Дебютировал за сборную Грузии 11 ноября 2015 года в товарищеском матче против сборной Эстонии, в котором вышел на замену на 68-й минуте вместо Гиа Григалавы. Во второй раз был вызван в сборную уже в октябре 2017 года. 9 октября вышел на замену на 86-й минуте в матче отборочного раунда чемпионата мира 2018 против сборной Сербии.

## Достижения
«Унтерхахинг»
- Обладатель Кубка Баварии: 2014/15

«Фрайбург»
- Победитель Второй Бундеслиги: 2015/16